# Clare Bowen
Clare Maree Bowen (South Coast, Nova Gales do Sul, 12 de maio de 1984) é uma cantora e atriz australiana, mais conhecida por seu papel como Scarlett O'Connor na série de televisão de drama musical da ABC, Nashville.

## Infância

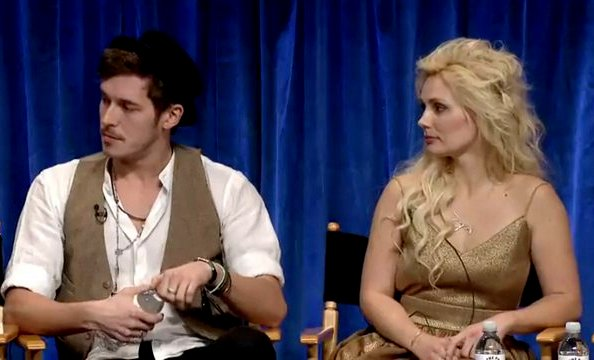
Bowen com Sam Palladio na PaleyFest de 2013

Bowen nasceu na Austrália no dia 12 de maio de 1984. Seus pais Tony e Kathleen trabalharam para Qantas, e ela passou um tempo no exterior quando criança, incluindo uma temporada com sua família no Zimbábue. Bowen sobreviveu ao câncer, tendo lutado contra a doença entre as idades de quatro e sete anos. Ela morava no Stanwell Park na costa sul de Nova Gales do Sul e estudou na escola primária em Dulwich Hill, um subúrbio de Sydney. Bowen tem um irmão mais novo, que é músico.
Bowen estudou na Universidade de Wollongong, em Nova Gales do Sul, Austrália, onde recebeu um grau de bacharel de Artes Criativas em 2006.

## Carreira
Bowen atuou como protagonista feminina no filme de drama australiano, The Combination em 2009 e já estrelou em The Cut, Gangs of Oz, Chandon Pictures e Home and Away. Em 2010, Bowen foi escalada no papel principal de Wendla Bergman, na produção australiana d'O Despertar da Primavera, dirigido por Geordie Brookman, supervisão artística de Cate Blanchett na Sydney Theatre Company (STC). Em 2011, foi escalada para interpretar o papel principal de Martha em estreia na direção de Jared Moshe, Dead Man's Burden.[carece de fontes?]
Em 2012, Bowen obteve um papel regular na série de drama da ABC, Nashville, escrita pelo vencedor do Oscar, Callie Khouri. A série foi adquirida pela ABC em 11 de maio de 2012.
Em 21 de janeiro de 2014, a Zac Brown Band – com participação de Bowen – lançou uma versão ao vivo do seu Nº 1 de 2010, "Free", com uma transição para a famosa canção de Van Morrison, "Into the Mystic".
Bowen também está preparando seu primeiro álbum solo, previsto para 2015, sobre o qual ela falou numa entrevista à Rolling Stone: "Gravamos algumas coisas e eu fui escrevendo, escrevendo e escrevendo."

## Filmografia

### Filme
| Ano  | Título                    | Papel           | Notas          |
| ---- | ------------------------- | --------------- | -------------- |
| 2009 | The Combination           | Sydney          |                |
| 2010 | The Clearing              | Evelyn          | Curta-metragem |
| 2010 | The Talk                  | Mulher          |                |
| 2010 | The Invitation            | Candice         | Curta-metragem |
| 2010 | The Clinic                | Ivy             |                |
| 2010 | 10 Days to Die            | Maddy McCarthy  |                |
| 2011 | A Burning Thing           | Jen             | Curta-metragem |
| 2011 | Cupid                     | Casey           | Curta-metragem |
| 2012 | Suspended                 | Carla           | Curta-metragem |
| 2012 | Dead Man's Burden         | Martha Kirkland |                |
| 2012 | Not Suitable for Children | Gypsy           |                |
| 2012 | The Red Valentine         | Mulher          | Curta-metragem |

### Televisão
| Ano     | Título           | Papel             | Notas                          |
| ------- | ---------------- | ----------------- | ------------------------------ |
| 2009    | The Cut          | Donna Gilbertson  | episódio: A Little Bit of Biff |
| 2009    | Chandon Pictures | Krystal           | episódio: The Lifestyle        |
| 2009    | All Saints       | Holly Russell     | episódio: A Precious Waste     |
| 2009    | Gangs of Oz      | Svetlana          | episódio: In from the Cold     |
| 2010    | Home and Away    | Nina Bailey       | Quatro episódios               |
| 2012–18 | Nashville        | Scarlett O'Connor | Elenco principal; 78 episódios |

### Teatro
- Candide (2003)
- Our Town como a Sra. Webb (2004)
- The Good Doctor como a amante (2005)
- Metamorphoses como Alcyone e Pomona (2006)
- Peer Gynt como Peer Gynt (2006)
- 4 Plays About Wollongong (2009)
- O Despertar da Primavera como Wendla Bergman (2010)

## Discografia

### Álbuns
| Título                                    | Detalhes do álbum                                                                                       | Melhor posição | Melhor posição | Melhor posição      |
| Título                                    | Detalhes do álbum                                                                                       | EUA            | US Country     | EUA Trilhas sonoras |
| ----------------------------------------- | --- | -------------- | -------------- | ------------------- |
| The Music of Nashville: Season 1 Volume 1 | - Lançado: 11 de dezembro de 2012 - Gravadora: Big Machine Records - Formato: CD, Transferência digital | 14             | 3              | 1                   |
| The Music of Nashville: Season 1 Volume 2 | - Lançado: 7 de maio de 2013 - Gravadora: Big Machine Records - Formato: CD, Transferência digital      | 13             | 5              | 2                   |

### Singles
| Ano                                                        | Single                                         | Melhor posição | Melhor posição | Álbum                                                     |
| Ano                                                        | Single                                         | US Country     | US             | Álbum                                                     |
| ---------------------------------------------------------- | ---------------------------------------------- | -------------- | -------------- | --------------------------------------------------------- |
| 2012                                                       | "If I Didn't Know Better" (com Sam Palladio)A  | 27             | 102            | The Music of Nashville: Season 1 Volume 1                 |
| 2012                                                       | "Fade into You" (com Sam Palladio)             | 25             | 92             | The Music of Nashville: Season 1 Volume 2                 |
| 2012                                                       | "I Will Fall" (com Sam Palladio)               | 45             | —              | The Music of Nashville: Season 1 Volume 2                 |
| 2013                                                       | "Change Your Mind" (com Sam Palladio)          | 35             | —              | The Music of Nashville, Season 1: The Complete Collection |
| 2013                                                       | "Casino" (com Sam Palladio)                    | 48             | —              | The Music of Nashville, Season 1: The Complete Collection |
| 2013                                                       | "This Town" (com Charles Esten)                | 41             | —              | The Music of Nashville: Season 2, Volume 1                |
| 2014                                                       | "Lately" (com Sam Palladio)                    | 42             | —              | —                                                         |
| 2014                                                       | "Black Roses"A                                 | 29             | 116            | —                                                         |
| 2015                                                       | "I Will Never Let You Know" (com Sam Palladio) | 39             | —              | —                                                         |
| 2015                                                       | "Wake Up When It's Over" (com Sam Palladio)    | 49             | —              | —                                                         |
| "—" Denota lançamentos que não conseguiram entrar na lista |                                                |                |                |                                                           |

- ANão entrou no Hot 100, mas cartografado no Bubbling Under Hot 100 Singles.